# Euthyfrons dilemma
Euthyfrons dilemma er den problemstilling, der bliver fremlagt af Sokrates til Euthyfron i Platons dialog Euthyfron (på græsk: Εὐθῠ́φρων): "Er det moralsk gode befalet af guderne, fordi det er moralsk godt, eller er det moralsk godt, fordi det er befalet af guderne? Dialogen, der handler om forståelsen af moral, skal ses i sammenhæng med, at Sokrates står anklaget for umoralsk adfærd.
Mens Platons formål med dialogen var at rette en anklage mod Athen for at dømme Sokrates til døden for noget, der ikke lod sig definere, blev dialogen fortolket anderledes af senere kulturer. Dilemmaet kom til at handle om, hvorvidt noget bliver godt af at blive befalet af Gud. Er det for eksempel moralsk godt at slå ihjel, hvis Gud befaler det?

## Oversættelse
I dialogen anvender Platon det græske ord ”hosios” (ὅσιος), som betyder ”helligt”, ”moralsk rigtigt” eller ”bestemt af guderne”. Den umoralske adfærd, som Sokrates er anklaget for, har rod i det samme ord (med negativt fortegn) og oversættes nogle gange som ”blasfemi”.

## Dilemmaet
Baggrunden for dilemmaet er, at Euthyfron vil anklage sin far for et mord. Men i datidens Athen var troskab mod sin far en af samfundets vigtigste dyder. Sokrates udtrykker sin overraskelse over Euthyfrons plan. Loven tillod på dette tidspunkt også kun pårørende til et mordoffer at fremsætte den slags anklager. Men Euthyfron siger, at det er moralsk rigtigt at gøre det.
Enhver i den periode ville have ment, hvad Sokrates mener: at Euthyfron er ved at udføre en meget umoralsk handling, nemlig illoyalitet over for sin far. Sokrates' efterfølgende forsøg på at tale Euthyfron fra sin plan ville forekomme datidens mennesker at være det eneste rigtige at gøre.
Sokrates spørger, om han må stille Euthyfron nogle spørgsmål om moral. Da Sokrates selv står anklaget for umoralsk adfærd, kan det være gavnligt at lære noget om moral, siger han.
Euthyfron kommer derefter med en række forsøg på definitioner af god moral:

### Første definition
Som sin første definition af god moral nævner Euthyfron sin plan om at anklage sin far for mord. Men Sokrates siger, at det er ikke en definition, men et eksempel.

### Anden definition
Euthyfron siger så, at god moral er, hvad der behager guderne. Det svar kan Sokrates bedre lide, for det udtrykker moral i en mere generel form. Men han påpeger, at guderne ikke altid er enige om, hvad der behager dem. Det betyder, at hvis guderne er uenige, så er et menneskes handling både moralsk rigtigt og moralsk forkert.
Euthyfron tager igen udgangspunkt i sin plan og påpeger, at guderne er enige om, at det er tilladt at dræbe, hvis man har en "god grund" til det. Sokrates påpeger så, at uenigheden blandt guderne netop går på, hvad der er en "god grund".

### Tredje definition
Euthyfron prøver så at rette op på sin definition ved at sige, at "det der behager alle guderne er moralsk, og det der mishager alle guderne er umoralsk". Her kommer Sokrates så med sin centrale problemstilling: "Er det moralsk gode befalet af guderne, fordi det er moralsk godt, eller er det moralsk godt, fordi det er befalet af guderne? "
Sokrates' pointe er, at hvis man kan lide noget, så er der en grund til, at man kan lide det. Så når alle guderne kan lide noget, må de have en grund til lide det. Hvad alle guderne kan lide, må altså være moralsk rigtigt på forhånd.

### Fjerde definition
Sokrates foreslår så selv, at god moral er en del af retfærdigheden, men påpeger samtidig, at denne definition ikke er tilstrækkelig. For hvis den gode moral er en del af retfærdigheden, hvad så med de handlinger, som ikke hører under retfærdighed, men som alligevel forstås som god moral, f.eks. bekymring for andres ve og vel?

### Euthyfrons svar
Euthyfron foreslår, at god moral blot er at tage sig af guderne. Sokrates spørger, hvad Euthyfron mener med at "tage sig af". Euthyfron svarer, at det er ligesom at tage sig af heste eller okser. Sokrates mener, at det er hybris - hovmod over for guderne - at sige sådan noget. Euthyfron siger så, at "tage sig af" betyder "servicere". Men han kan ikke forklare, hvordan det at servicere bliver til god moral.

### Sidste definition
Euthyfron prøver så til sidst at sige, at god moral er en form for ofring til eller tilbedelse af guderne. Men igen falder argumentet, fordi det kan lede til hybris. Euthyfron giver op og falder tilbage til definition tre: "Det, der behager alle guderne, er moralsk, og det, der mishager alle guderne er umoralsk". Men den definition forklarer stadig ikke, hvad moral er. Det ender med, at de to ikke kan nå til en fælles forståelse af, hvad god moral er, så Euthyfron fortsætter med sin plan om at anklage sin far for mord.